# Francesco Serra-Cassano
Francesco Serra-Cassano (ur. 21 lutego 1783 w Neapolu, zm. 17 sierpnia 1850 w Kapui) – włoski duchowny katolicki, arcybiskup Kapui, kardynał.

## Życiorys
Pochodził z arystokratycznego rodu. Święcenia kapłańskie przyjął 1 marca 1806. W latach 1818–1826 był tytularnym biskupem Nicei oraz nuncjuszem apostolskim w Bawarii. Sakrę przyjął 23 marca 1818 w Rzymie z rąk kardynała Bartolomea Pacci (współkonsekratorami byli arcybiskupi Fabrizio Scebarras Testaferrat i Giovanni Francesco Guerrieri). 3 lipca 1826 został biskupem koadiutorem Kapui. 26 lipca 1826 objął stolicę metropolitalną Kapui, na której pozostał już do śmierci. 30 września 1831 Grzegorz XVI kreował go kardynałem in pectore (nominacja została ogłoszona 15 kwietnia 1833), a 29 lipca 1833 nadał mu tytuł kardynała prezbitera SS. XII Apostoli. Wziął udział w Konklawe 1846, wybierającym Piusa IX. Od 13 stycznia 1850 do końca życia sprawował urząd administratora apostolskiego Caiazzo.